# Gliny (Chełm)
Pour les articles homonymes, voir Gliny.
Gliny (prononciation : [ˈɡlinɨ]) est un village polonais de la gmina de Siedliszcze dans le powiat de Chełm de la voïvodie de Lublin dans l'est de la Pologne.

## Histoire
De 1975 à 1998, le village est attaché administrativement à la voïvodie de Chełm.

Depuis 1999, il fait partie de la voïvodie de Lublin.